# منتخب الفلبين لسباعيات الرغبي
منتخب الفلبين لسباعيات الرغبي (بالإنجليزية: Philippines national rugby sevens team)‏ هو ممثل الفلبين الرسمي في المنافسات الدولية في سباعيات الرغبي . تأسس في 2005.

## وصلات خارجية
- الموقع الرسمي